# Sangokushi (manga)
 (juillet 2025).
Le contenu est difficilement compréhensible vu les erreurs de traduction, qui sont peut-être dues à l'utilisation d'un logiciel de traduction automatique.
Sangokushi (三国志), également connu sous le titre international de Yokoyama Mitsuteru Sangokushi, est un manga historique écrit et illustré par Mitsuteru Yokoyama. Il est publié entre 1971 et 1987 dans le magazine Comic Tom (de) de l'éditeur Ushio Shuppansha (ja), et compte un total de 60 volumes. L'œuvre adapte le roman Sangokushi (ja) d'Eiji Yoshikawa, lui-même publié en feuilleton entre 1939 et 1943, qui propose une version adapté du célèbre roman historique chinois Les Trois Royaumes (三国演义) du XIVe siècle, qui raconte la période turbulente de la fin de la dynastie Han et la lutte pour l'unification de la Chine par les royaumes de Wei, Shu et Wu.
Le manga suit la trame du roman d'Eiji Yoshikawa, en mettant l'accent sur le destin de figures historiques telles que Liu Bei, Guan Yu, Zhang Fei, Zhuge Liang et Cao Cao. Il retrace leur ascension, leurs alliances et leurs rivalités dans un contexte de guerres incessantes, de trahisons et de stratégies militaires complexes. Mitsuteru Yokoyama l'illustre avec un style graphique classique et épuré, rendant accessible cette fresque épique à un large public japonais, notamment grâce à une narration linéaire et pédagogique.
Considéré comme l'une des adaptations les plus connues et les plus respectées des Trois Royaumes en manga, Sangokushi a contribué à populariser cet épisode majeur de l'histoire chinoise au Japon. Il a inspiré plusieurs adaptations animées, ainsi que de nombreuses œuvres ultérieures de Yokoyama sur des thèmes historiques et guerriers. Il reçoit pour ce manga en 1991 le Prix d'Excellence à la 20e édition du Prix de l'Association des auteurs de bande dessinée japonais.

## Synopsis
L'histoire se déroule en Chine en 184 après J.-C., à la fin de la dynastie Han. L'empire est au bord de l'effondrement, miné par la corruption et secoué par des rébellions qui éclatent dans tout le royaume. Liu Bei, un simple tisseur de nattes de paille de la province du Hebei, découvre qu'il est un descendant de l'ancien empereur. Accompagné de ses deux frères d'arme, Guan Yu et Zhang Fei, il entreprend un voyage pour pacifier le royaume et restaurer l'ordre dans l'empire.
Le récit suit les événements de la rébellion des Turbans jaunes jusqu'aux conséquences de la bataille de la Falaise rouge. L'œuvre retrace l'émergence de plusieurs seigneurs régionaux qui se disputent le contrôle de la Chine, donnant naissance à une nouvelle ère de chaos où différentes factions luttent pour le pouvoir suprême. La narration se concentre principalement sur les camps de Liu Bei et de Cao Cao, développant leurs stratégies militaires et politiques respectives dans leur quête pour unifier la Chine sous leur autorité.

## Adaptation du roman en manga
Jusqu'au volume 20, publié dans les magazines pour enfants Tomi no Tomo et Shonen World, les dialogues et expressions des personnages sont adaptés par Yokoyama pour être compréhensibles même par les enfants. En apprenant que de nombreux adultes lisaient son œuvre, Yokoyama modifie son style de dessin.
De plus, certains personnages comme Zhang Fei, qui porte une bague semblable à celle de Sun Wukong, sont représentés comme des hommes grands et balafrés, les Dix serviteurs barbus sont dessinés avec des barbes (pour plus de détails, voir l'article sur les eunuques), Lu Bu est un géant barbu, et Dong Zhuo est mince. Ces représentations ne sont pas basées sur le roman Les Trois Royaumes mais sont des créations originales de Yokoyama. De plus, comme le système de polygamie en Chine n'est pas familier aux Japonais, les épouses de Liu Bei sont représentées comme une seule personne appelée « Madame Xande », et les conseillers de Cao Cao comme Xun Yu et Cheng Yu ne sont pas clairement différenciés pour éviter la complexité. Bien que l'œuvre se déroule à la fin de la dynastie Han, les costumes des personnages au début de la série sont inspirés des dynasties Tang, Song et Ming. À cette époque, les relations diplomatiques avec la Chine n'étaient pas complètement rétablies, et Yokoyama lui-même a commenté qu'il était difficile d'obtenir des documents décrivant les coutumes de la fin de la dynastie Han. Par conséquent, des incohérences comme Liu Yan, le gouverneur de Youzhou (en), portant une couronne (benkan) réservée à l'empereur, ont été corrigées dans l'édition en manga. Par la suite, Yokoyama a effectué plusieurs voyages en Chine pour étudier et corriger les costumes et les accessoires des personnages en se basant sur des sites comme le mausolée de l'empereur Qin, et a publié une version révisée en 1997, mettant à jour les dialogues et les illustrations. Cependant, les armures et les armes des généraux, qui ne sont pas de la fin de la dynastie Han, n'ont pas été modifiées, tout comme dans les autres œuvres précédentes sur les Trois Royaumes. En raison de la longueur de l'œuvre, certains personnages réapparaissent après une longue absence avec des changements notables dans leur apparence.
Le magazine Shonen World, où le volume 19 est publié, cesse sa publication. Environ six mois plus tard, le magazine Comic Tom est lancé et la série reprend sa publication. En parallèle, la plupart des épisodes décrivant la fondation du royaume de Wei, depuis la bataille de Guandu jusqu'à la chute de la famille Yuan, sont supprimés. Les parties supprimées sont traitées dans l'histoire comme si du temps s'était écoulé, et des personnages comme Liu Bei et Cao Cao, initialement représentés comme jeunes, apparaissent désormais avec une apparence plus âgée (bien que certains personnages comme Guan Yu et Zhang Fei conservent la même apparence). De plus, l'histoire se termine au volume 59 avec la mort de Zhuge Liang à la bataille des plaines de Wuzhang (234), et le dernier volume couvre les 30 années suivantes jusqu'à la chute du Shu (263), sans décrire la naissance du Jin qui remplace le Wei, ni la chute du Wu et l'unification de la Chine par le Jin. Jiang Wei, qui peut être considéré comme le protagoniste du volume 60, disparaît après sa reddition au Wei, et ses stratégies pour la restauration du Shu ainsi que sa mort ne sont pas mentionnées. L'histoire après la mort de Zhuge Liang est largement omise, tout comme dans le roman de Yoshikawa Eiji.
À partir du volume 20, publié dans Comic Tom, et avec l'augmentation de la popularité parmi les lecteurs adultes, les critiques se multiplient concernant le traitement de la bataille de Guandu, qui aurait dû être un point culminant de la première moitié des Trois Royaumes. Yokoyama a donné la priorité à la conclusion de l'œuvre avant une éventuelle nouvelle interruption de la publication, mais après la fin de la série, il avait également l'intention d'écrire une histoire parallèle. Cependant, en raison de la poursuite de ses nouveaux projets, cette idée a finalement été abandonnée.

## Série
1. Le serment du jardin de pêches. Publié le 20 avril 1974
2. La défaite des rebelles du Turban jaune. Publié le 20 mai 1974
3. Les Tempêtes de la dynastie Han. Publié le 20 juin 1974
4. Un Méchant en temps de chaos. Publié le 20 juillet 1974
5. L'armée poursuivant Dong Zhuo. Publié le 20 août 1974
6. Les Joyaux du Sceau impérial. Publié le 25 septembre 1974
7. Troubles à Jiangdong. Publié le 25 février 1975
8. Lu Bu et Cao Cao. Publié le 25 juillet 1975
9. L'Ascension de Cao Cao. Publié le 10 mars 1976
10. La Stratégie de Xuzhou. Publié le 20 décembre 1976
11. L'avancée rapide de Sun Ce. Publié le 20 juin 1977
12. La Bataille de Nanyo. Publié le 20 juin 1977
13. La crise de Xuande. Publié le 20 juin 1977
14. La fin de Lu Bu. Publié le 10 juillet 1978
15. Le plan secret de Xuande. Publié le 20 décembre 1978
16. La Sagesse de Cao Cao. Publié le 20 mai 1979
17. L'Agonie de Guan Yu. Publié le 20 août 1979
18. Un voyage désespéré de mille kilomètres. Publié le 10 décembre 1979
19. Nuages sombres sur le royaume de Wu. Publié le 20 février 1980
20. Le Cheval Maléfique et Xuande. Publié le 10 août 1980
21. Le départ de Kongming de la cabane. Publié le 20 décembre 1980
22. La Première bataille de Kongming. Publié le 10 janvier 1981
23. La Bataille de Changban. Publié le 10 mars 1981
24. Le Grand Débat de Kongming. Publié le 10 juillet 1981
25. La Bataille de la Falaise rouge. Publié le 10 septembre 1981
26. La Bataille de la Falaise rouge. Publié le 10 novembre 1981
27. La Bataille pour le district sud. Publié le 10 janvier 1982
28. Offensive contre l'armée de Xuande. Publié le 20 mars 1982
29. Mariage politique. Publié le 20 juin 1982
30. Zhou Yu et Ryuho. Publié le 20 septembre 1982
31. La contre-attaque de Ma Chao. Publié le 20 décembre 1982
32. La Bataille de la rivière Wei. Publié le 20 mars 1983
33. Le Passage vers le Shu. Publié le 10 juin 1983
34. L'impact de Luo Fengpo. Publié le 20 septembre 1983
35. La Bataille de Chengdu. Publié le 25 novembre 1983
36. L'armée d'invasion de Hanzhong. Ppublié le 28 décembre 1983
37. Affrontement entre Wei et Wu. Publié le 2 avril 1984
38. La sagesse de Zhang Fei. Publié le 16 juillet 1984
39. La bataille de Hansui. Publié le 20 septembre 1984
40. Liu Bei, roi de Hanzhong. Publié le 20 novembre 1984
41. L'idiot de Guan Yu. Publié le 25 décembre 1984
42. La Mort de Cao Cao. Publié le 1er mars 1985
43. La Lumière et les Ténèbres de Shu. Publié le 1er avril 1985
44. La Bataille mortelle de Shu et Wu. Publié le 1er juin 1985
45. La Mort de Liu Bei. Publié le 15 août 1985
46. Le Voyage de Kongming vers le Sud. Publié le 15 octobre 1985
47. La Bataille de la rivière Fei. Publié le 20 décembre 1985
48. La Bataille de Meng Huoxin. Publié le 10 avril 1986
49. Tableau de la Dépêche. Publié le 10 juin 1986
50. L'Expédition du Nord de Kongming. Publié le 15 août 1986
51. La Reddition de Jiang Wei. Publié le 15 octobre 1986
52. La Bataille de Jieting. Publié le 20 janvier 1987
53. La Bataille de Chencang. Publié le 25 avril 1987
54. La Conquête du château de Chincang. Publié le 30 juillet 1987
55. La Bataille du mont Qi. Publié le 30 octobre 1987
56. Le Retour de Kongming. Publié le 30 janvier 1988
57. La Bataille du mont Qi. Publié le 20 avril 1988
58. La Route des plaines de Wuzhang. Publié le 20 juin 1988
59. Vent d'automne à Gojohara. Publié le 20 août 1988
60. Le Shu par la suite. Publié le 20 octobre 1988